# Escuela de Adiestramiento de Perros
La Escuela de Adiestramiento de Perros de la Guardia Civil es el centro de enseñanza militar de este instituto armado que se encarga de la formación de sus futuros adiestradores caninos. Fue inaugurada en 1982, continuó con la actividad de la Escuela de Perros Policía de la Guardia Civil, creada en 1951. Su sede se encuentra en el barrio de El Pardo (Madrid). El Servicio Cinológico de la Guardia Civil se hace cargo de una media entre 150 y 180 perros por año. La mayor parte de los ejemplares son pastores alemanes, belgas o cockers. Este servicio ostenta la dirección técnica en este campo, inspecciona todas las unidades que cuentan con canes y lleva a cabo labores de gestión y asistencia en todo lo relacionado con esta materia. En la escuela, los ejemplares comienzan su entrenamiento en compañía de un guardia superado el año de edad y después de pasar un periodo previo de socialización. Son objeto de un examen para determinar la especialidad que mejor se ajuste a cada uno de ellos. 
Las especialidades de adiestramiento son las siguientes:
- Seguridad y Rescate de personas (SYR), con las subespecialidades de:
  - Seguridad y protección a personas y edificios.
  - Búsqueda de personas sepultadas por avalanchas de nieve.
  - Búsqueda de personas sepultadas en catástrofes naturales.
  - Búsqueda de personas en grandes áreas o espacios abiertos.
- Detección de explosivos.
- Detección de drogas, con las subespecialidades de:
  - Detección de alimentos de riesgo.
  - Perros identificadores de personas.
  - Perros pasivos detectores de drogas.